# Formación hoplita en el arte
La representación de la formación hoplita en el arte se observa en diferentes estilos de cerámica. 
Los antiguos soldados griegos conocidos como hoplitas eran típicamente personas libres. Eran muy bien definidos y uniformes, y portaban un enorme escudo circular en la mano izquierda y una lanza (dory) en la derecha.
Los soldados hoplitas se desplegaron en formación de falange durante el combate. En lugar de utilizar individuos como combatientes, el objetivo de la formación era construir una fuerza militar cohesiva y potente para maximizar la eficacia general del ejército. En la formación de hoplitas, todos lucharon al unísono. Entre los siglos VII y VIII a. C. apareció por primera vez la formación de falange.
La representación de los hoplitas en el arte muestra a los historiadores cómo los griegos usaban esta formación en la batalla, así como también cómo vestían los soldados y cómo era su armadura. La formación de hoplitas se muestra en diferentes estilos de cerámica, como fondo blanco y figuras negras, y también en muchos tipos diferentes de cerámica, como olpe, krater, alabastron y dinos. En todas las representaciones, los soldados hoplitas usan la misma armadura y portan las mismas armas en la misma posición. Además, en estas representaciones se enfatiza el aspecto de la uniformidad.

## Representaciones en el arte

### Jarrón Chigi

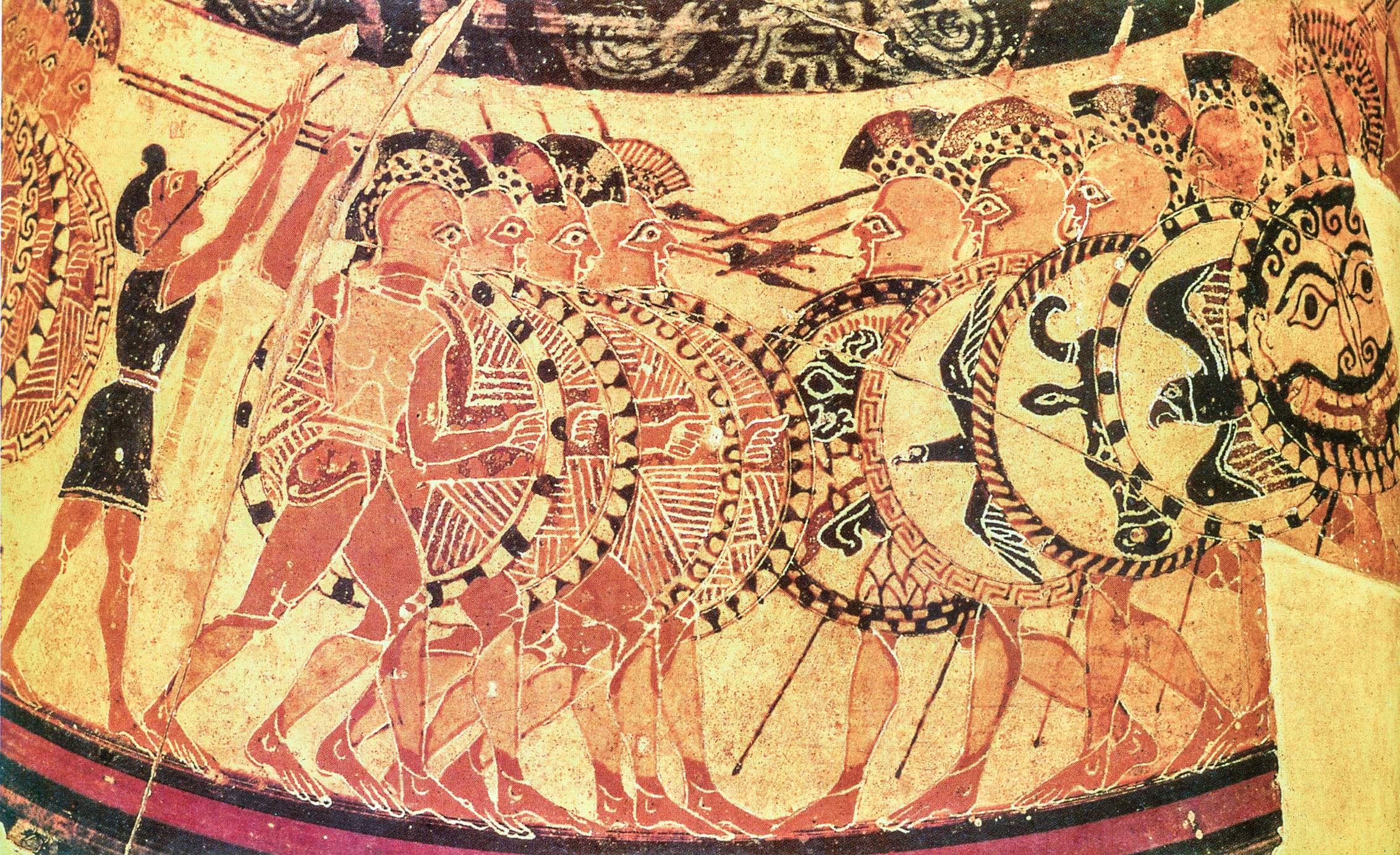
Jarrón Chigi 650-640 a. C.

El jarrón Chigi es un olpe protocorintio y fue realizado por el pintor Chigi entre el 650 y el 640 antes de Cristo. El jarrón Chigi fue descubierto en una tumba etrusca en Monte Aguzzo. Es de estilo de figuras negras con un inusual uso de la policromía. Contiene la representación más antigua conocida de la formación de falanges de hoplitas. El vaso muestra el momento en que las dos formaciones de hoplitas entran en contacto en la batalla. Cada soldado está armado con un escudo redondo decorativo en la mano izquierda y una lanza larga en la derecha, así como un casco. Detrás de los soldados hay un flautista que pudo haber sido usado para mantener a los hoplitas marchando correctamente. Podría decirse que el jarrón Chigi es una de las representaciones más importantes del soldado hoplita en el arte griego. El jarrón Chigi les da a los historiadores una idea de cómo se usó la formación de falange en la batalla.

### Jarrón de terracota

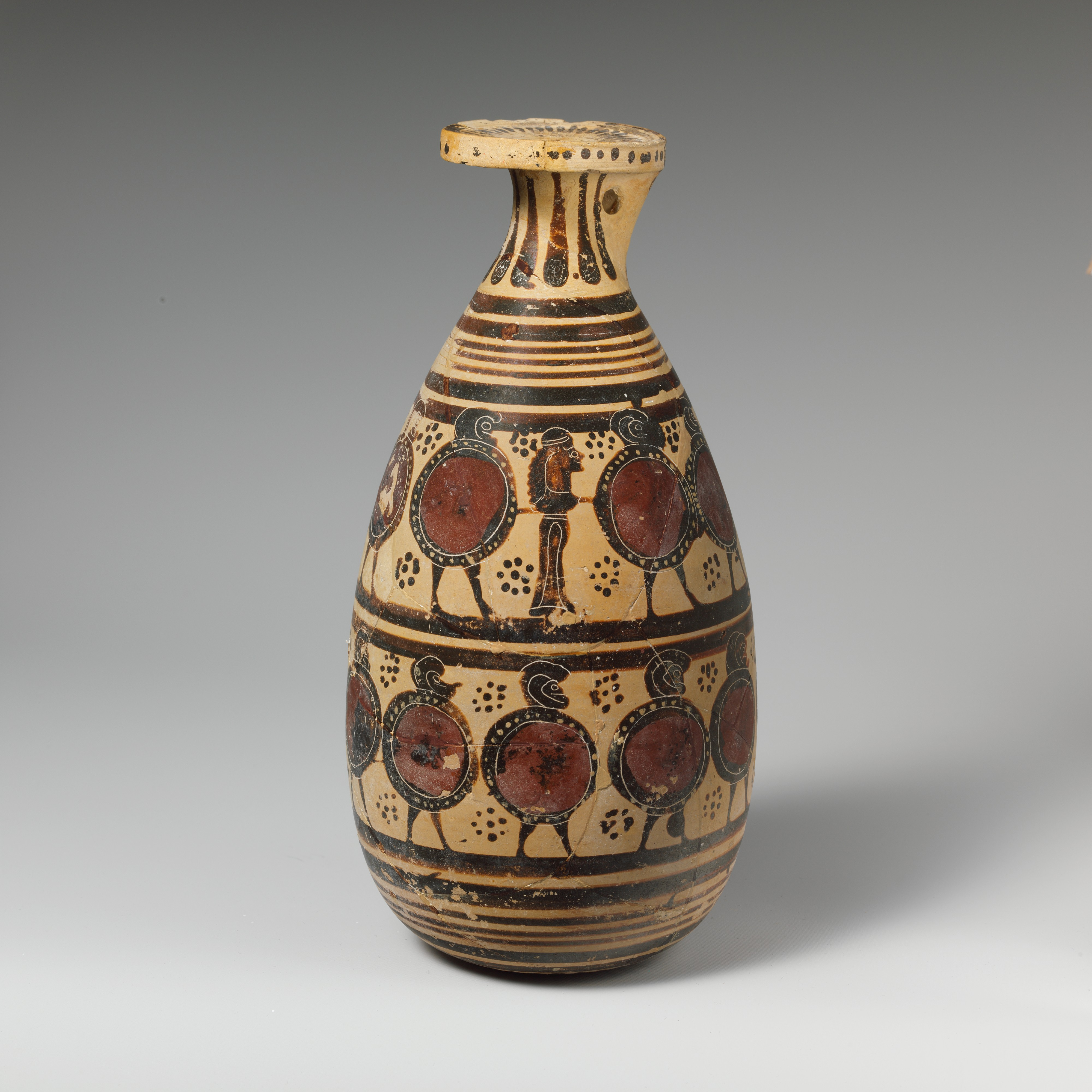
Jarrón de terracota 590–570 a. C.

Este jarrón de perfume del Corintio Medio de 590–570 a. C. contiene dos frisos de la falange hoplita. El jarrón de terracota usa una forma de figura negra y solo mide 21.3 cm de altura. Ambos frisos muestran hoplitas con escudo circular en la mano izquierda, lanza en la derecha, así como un típico casco hoplita. Todos los hoplitas están enfrentados de la misma manera y tienen aproximadamente la misma distancia entre sus pies. Esto podría reflejar el estado de uniformidad y la falta de individualismo dentro de la guerra hoplita. El friso superior está interrumpido por otra figura que no parece un soldado hoplita. El resto del jarrón está decorado con líneas y puntos, creando zonas en el jarrón.

### Dinos con hoplitas de figura negra
Este dino ático de figuras negras que ahora se encuentra en el Musée du Louvre en París fue realizado por "El pintor del Louvre" en 560 antes de Cristo. Contiene tres frisos. El primero representa a Troilos y Polyxena en la fuente, una Centauromaquia, el regreso de Hephaistos y un simposio. El friso medio muestra una falange de hoplitas y el friso inferior muestra una carrera de caballos. El friso con los hoplitas muestra dos formaciones de hoplitas enzarzadas en batalla. El hoplita al frente de la primera falange avanza hacia la izquierda sobre un cuerpo. Otro hoplita extiende su brazo mientras se inclina para arrojar la lanza al guerrero que tiene delante. Los guerreros a pie poseen todos características típicas de los hoplitas con su lanza y escudo redondo así como su casco. Además, los hoplitas están cerca unos de otros, lo que es una característica de la formación de falanges.

### Crátera de cáliz de figura negra en el ático

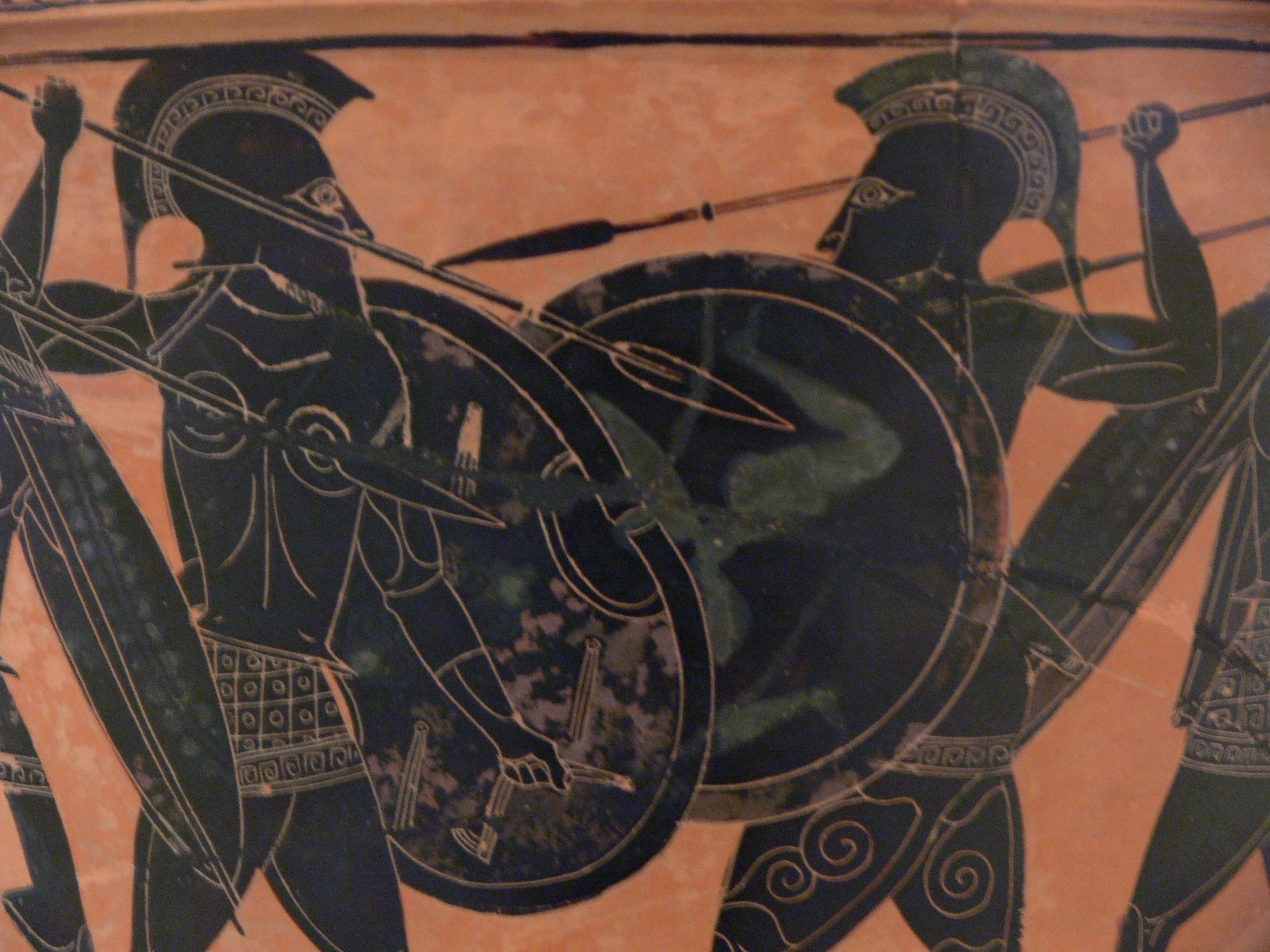
Crátera de cáliz de figura negra en el ático.

Esta cráter de cáliz se hizo en 530 a. C. en Pharsala y usa el estilo de figuras negras. También está pintado a la manera de Exequias. La cráter representa la escena de un carro de cuatro caballos y una batalla homérica en torno al cuerpo de un guerrero muerto, que podría ser Patroclo. El foco principal de la escena está en los dos hoplitas que se enfrentan en la batalla, detrás de cada uno de ellos hay una falange de hoplitas. Esta imagen da una idea de cómo dos formaciones de hoplitas se enfrentaron en la batalla. Las figuras pueden identificarse como hoplitas por su escudo redondo en la mano izquierda y su lanza en la mano derecha.

### Alabastro de Dionisos con Sátiro y Ménade
El "Dioniso con sátiro y Ménade ababastron" fue realizado por el pintor Haimon en el 480 a. C. y es del período arcaico tardío. Es ático de figuras negras y fondo blanco. El friso inferior representa una Gigantomaquia. Heracles y Atenea luchan contra cinco Gigantes, cuatro de los cuales están representados como hoplitas. El espectador puede decir que los Gigantes son hoplitas por los cascos típicos, el escudo redondo sostenido en la mano izquierda y la lanza en la mano derecha. Uno de los gigantes hoplitas está en el suelo debido a su pelea con Atenea; los demás atacan a Heracles por la espalda.
Esta obra de arte es una interpretación interesante de la típica Gigantomaquia. La representación de la formación de hoplitas en este período sugiere que los griegos todavía usaban esta formación en la guerra. Además, este alabastron es un ejemplo de la combinación de una batalla mitológica (la Gigantomaquia) y aspectos de batallas reales (la formación hoplita) que vemos en otros ejemplos del arte griego, concretamente el Templo de Atenea Nike en la Acrópolis y el Stoa Poikile sobre el Ágora clásica.

## Enlaces
- Esta obra contiene una traducción  derivada de «Hoplite formation in art » de Wikipedia en inglés, concretamente de esta versión, publicada por sus editores bajo la Licencia de documentación libre de GNU y la Licencia Creative Commons Atribución-CompartirIgual 4.0 Internacional.

- Datos: Q48997133